# 日瓦尔东
日瓦尔东（法語：Givardon，法語發音：[ʒivaʁdɔ̃]）是法国谢尔省的一个市镇，位于该省东南部，属于圣阿芒蒙龙区。

## 地理
日瓦尔东（46°50'24"N, 2°49'1"E）面积21.9 平方千米，位于法国中央-卢瓦尔河谷大区谢尔省，该省份为法国中部省份，北起卢瓦雷省，西接卢瓦-谢尔省和安德尔省，南至克勒兹省，东南接阿列省，东临涅夫勒省。
与日瓦尔东接壤的市镇（或旧市镇、城区）包括：欧布瓦河畔欧日、布莱、肖蒙、讷伊昂丹、萨戈讷、桑宽。

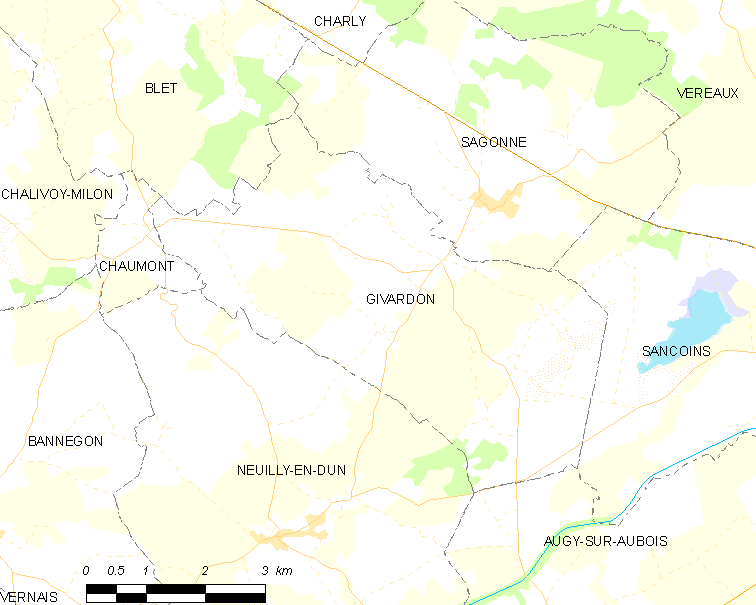
日瓦尔东的OSM定位图

日瓦尔东的时区为UTC+01:00、UTC+02:00（夏令时）。

## 行政
日瓦尔东的邮政编码为18600，INSEE市镇编码为18102。

## 政治
日瓦尔东所属的省级选区为欧龙河畔丹县。

## 人口

1962-2008年间日瓦尔东人口变化图示

日瓦尔东于2022年1月1日时的人口数量为302人。